# キラー・カール・クラップ
キラー・カール・クラップ（Killer Karl Krupp、本名：George Momberg、1934年5月13日 - 1995年8月24日）は、オランダ出身のプロレスラー。ギミック上は西ドイツ出身とされていた。
ナチス・ドイツ・ギミックの悪役レスラーとして、カナダやアメリカ本土で活動。日本でも、末期の日本プロレスや初期の新日本プロレスにおいて数々の実績を残した。
ナチ・ギミックの先達であるフリッツ・フォン・エリック同様にクロー攻撃を得意とし、エリックの「アイアン・クロー（鉄の爪）」に対して「ブロンズ・クロー（青銅の爪）」と称された。

## 来歴
1957年、当時の西ドイツにてダッチ・モンバーグ（Dutch Momberg）のリングネームでデビューしたとされる。その後カナダに渡り、1966年から1969年にかけてはトロントのメープル・リーフ・レスリングを主戦場に活動、アート・トーマス、ロッキー・ジョンソン、スウィート・ダディ・シキ、エドワード・カーペンティア、ホイッパー・ビリー・ワトソン、ブルドッグ・ブラワー、デューイ・ロバートソンなどと対戦した。
1971年12月より、カルガリーのスタンピード・レスリングにてナチス・ドイツ・ギミックのカール・クラップ（Karl Krupp）に変身、ビッグ・ジョン・クイン、ギル・ヘイズ、カルロス・ベラフォンテらと対戦し、クルト・フォン・ヘスともタッグを組んだ。翌1972年6月10日、マリタイムズのイースタン・スポーツ・アソシエーションにてレオ・バークから北米ヘビー級王座を奪取。以降もエリック・ポメロイ、ザ・ビースト、ジム・ディロンらと同王座を争い、アーチー・ゴルディーとも抗争を展開した。
以降、カール・フォン・クラップ（Karl Von Krupp）およびキラー・カール・クラップ（Killer Karl Krupp）をリングネームに、アメリカ合衆国本土にも本格的に進出。1973年はNWFにてジョニー・パワーズと対戦後、テキサス西部のアマリロ地区に入り、ロード・アルフレッド・ヘイズ、テリー・ファンク、サイクロン・ネグロ、ディック・マードックらと抗争。同年11月1日にはリッキー・ロメロからテキサス・ブラスナックル王座を奪取、キラー・カール・コックスともタイトルを争った。アマリロ地区では若手時代のスタン・ハンセンからも勝利を収めている。
1974年2月15日には太平洋岸北西部のオレゴンにてクルト・フォン・スタイガーと組み、ダッチ・サベージ&ジミー・スヌーカからNWAパシフィック・ノースウエスト・タッグ王座を奪取。NWAの総本山だったセントルイスのキール・オーディトリアムにも度々出場しており、1974年11月1日にドリー・ファンク・ジュニア、1976年6月4日にボブ・バックランドが保持していたミズーリ・ヘビー級王座にそれぞれ挑戦している。その間の1975年にはフロリダにてダスティ・ローデスやマイク・ジョージと南部ヘビー級王座を争い、アブドーラ・ザ・ブッチャーともタッグを組んだ。
1976年はインディアナポリスのWWAに登場し、オックス・ベーカーと組んでディック・ザ・ブルーザー&クラッシャー・リソワスキーのWWA世界タッグ王座に連続挑戦。その後、1970年代後半はテキサスを主戦場に、東部のダラス地区ではフォン・エリック・ファミリーやワフー・マクダニエル、アンドレ・ザ・ジャイアントとも対戦。古巣である西部のアマリロ地区では1978年5月11日にハーリー・レイスのNWA世界ヘビー級王座に挑戦している。
1980年は、同年1月に国際プロレスへ共に参戦したジプシー・ジョーの斡旋でテネシー州メンフィスのCWAで活動。ジミー・ハートをマネージャーに迎え、ジェリー・ローラー、ビル・ロビンソン、ジミー・バリアント、リッキー・モートン、ロバート・ギブソン、ビル・ダンディーらと抗争。7月28日にはエル・モンゴルと組んでAWA南部タッグ王座を獲得、9月16日と17日にはローラーとのケージ・マッチ2連戦も行われた。
1981年はプエルトリコのWWCにて、ピエール・マーテルから奪取した北米ヘビー級王座を巡りカルロス・コロンと抗争を展開。1982年はバロン・フォン・クラップ（Baron Von Krupp）のリングネームでニュージーランドに遠征し、キング・カマタことキラー・トーア・カマタとのコンビで5月6日にマーク・ルーイン&スティーブ・リッカードからオーストラレージアン・タッグ王座を奪取。1984年初頭にはジョージアのGCWに短期間参戦、ポール・エラリング率いるヒール軍団リージョン・オブ・ドゥームに加入してロード・ウォリアーズと共闘した。キャリア末期となる1980年代半ばからはカナダに定着、居住地のニューブランズウィック州をサーキット・エリアとするアトランティック・グランプリ・レスリングにて活動した。
1995年、ニューブランズウィック州モンクトンにて心臓麻痺により死去。61歳没。

### 日本での活躍
1973年2月に最末期の日本プロレスに初来日、ジョニー・バレンタインのパートナーとなり、2月23日に大阪府立体育館にて大木金太郎&坂口征二からインターナショナル・タッグ王座を奪取した。3月に大木&上田馬之助に奪回されたが、再来日となる同年4月18日、焼津にてフリッツ・フォン・エリックと組んで再度獲得している。同王座はインターナショナル・ヘビー級王座と並ぶ日本プロレスの至宝であり、限られた一流レスラーしかそのベルトを巻いていない。末期の混乱に乗じてとはいえ、インターナショナル・タッグ王座を複数回獲得した外国人側のレスラーは、クラップ以外ではザ・ファンクス（2回獲得）のみである。4月19日には横浜文化体育館にて、ユナイテッド・ナショナル・ヘビー級王座の新王者高千穂明久の初防衛戦の相手を務めたが、翌20日のシリーズ最終戦を最後に日本プロレスが活動を停止したため、結果として日本プロレスにおけるタイトルマッチの最後の挑戦者となった。
1974年4月には新日本プロレスの第1回ワールドリーグ戦に参加、予選リーグおよび決勝リーグでアントニオ猪木からピンフォールを奪った（新日本プロレスの絶対的エースだった猪木が完敗を喫することは少なく、この後MSGシリーズ、IWGPと名を変え1987年まで続く新日本の春のリーグ戦公式戦においては、1983年のIWGP決勝リーグ戦優勝戦のハルク・ホーガン戦での場外失神KO負けを除けば、新日本初期の外国人招聘ルートの脆弱さに起因するとはいえ、猪木がフォール負けしたのはこのクラップ戦以外にない）。翌年の第2回大会にも参加し、公式戦で猪木にリングアウト勝ちしている。両年とも決勝戦では猪木に敗退したものの、2年連続準優勝という戦績を残し、初期の新日本プロレスにおいてはジョニー・パワーズやタイガー・ジェット・シンと共に外国人選手の主軸となって活躍した。
こうした実績から、1970年代後半に入りWWWFとの提携などで新日本プロレスの外国人招聘ルートが強化されてからも来日を続け、1976年の第3回ワールドリーグ戦ではペドロ・モラレスとも喧嘩試合を展開。新日本への最後の参戦となった1978年にはブルート・バーナードとコンビを組み、10月30日に岡山武道館にて坂口&ストロング小林の北米タッグ王座に挑戦した。性格的に粗暴で無愛想な一面があり、新日本プロレス参戦時の出来事として、巡業先の旅館で出された料理を「豚のエサ」と言って御膳を蹴り飛ばしたり、仲間のレスラー達と軋轢を起こしたりなど、外国人レスラーの巡業担当だったミスター高橋が自著でそのエピソードを綴っている。
1980年1月には国際プロレスに参戦。1月7日と1月28日にラッシャー木村のIWA世界ヘビー級王座に、1月30日にはジプシー・ジョーをパートナーにマイティ井上&アニマル浜口のIWA世界タッグ王座にそれぞれ挑戦している。同年11月にも国際プロレスに登場して、アレックス・スミルノフとタッグを組んだが、試合中の同士討ちがもとで仲間割れを起こした。同シリーズでは浜口との金網デスマッチも行われた。国際プロレス来日時は、新日本プロレス時代とは逆に娘の写真を見せて子煩悩ぶりを見せるなど、それまでの無頼漢的なイメージを覆すエピソードも残している。
1981年末、全日本プロレスに初参戦し、バロン・フォン・ラシクとのクロー・コンビで世界最強タッグ決定リーグ戦に出場。これが最後の来日となったが、ジャイアント馬場の著書には「同じように峠を過ぎていたラシクよりもだいぶ落ちた。他団体では態度が大きかったと聞くが、全日本に来たときは（ファンクス、シン、ザ・シーク、ハーリー・レイス、ブルーザー・ブロディなど）メンバーがいいせいもあって小さくなっていた」などと記載されている。リーグ戦においても敗退を重ね、勝ち星はグレート小鹿&大熊元司の極道コンビからの1勝のみという戦績で終わった。

## 得意技
- ブロンズ・クロー
- ビッグ・ブート

## 獲得タイトル
日本プロレス
- インターナショナル・タッグ王座：2回（w / ジョニー・バレンタイン、フリッツ・フォン・エリック） ※エリックの王座返上後はカール・フォン・スタイガーをパートナーに起用[29]

イースタン・スポーツ・アソシエーション
- ESA北米ヘビー級王座：3回[8]

パシフィック・ノースウエスト・レスリング
- NWAパシフィック・ノースウエスト・タッグ王座：1回（w / クルト・フォン・スタイガー）[14]

チャンピオンシップ・レスリング・フロム・フロリダ
- NWA南部ヘビー級王座（フロリダ版）：2回[17]

NWAウエスタン・ステーツ・スポーツ
- NWAテキサス・ブラスナックル王座（アマリロ版）：2回[12]

ワールド・チャンピオンシップ・レスリング（オーストラリア）
- NWA豪亜タッグ王座：1回（w / ブッチャー・ブラニガン）[42]

オールスター・プロレスリング
- NWA英連邦ヘビー級王座（ニュージーランド版）：1回
- NWAオーストラレージアン・タッグ王座：1回（w / キング・カマタ）[26]

コンチネンタル・レスリング・アソシエーション
- AWA南部タッグ王座：1回（w / エル・モンゴル）[23]

ワールド・レスリング・カウンシル
- WWC北米ヘビー級王座：1回[25]

アトランティック・グランプリ・レスリング
- AGPWインターナショナル・ヘビー級王座：1回[28]
- AGPW北米タッグ王座：1回（w / ハンス・ヘルマン）[43]